# Iberis grosii
Iberis grosii är en korsblommig växtart som beskrevs av Carlos Pau. Iberis grosii ingår i släktet iberisar, och familjen korsblommiga växter. Inga underarter finns listade i Catalogue of Life.